# Dzięcioł jasnogrzbiety
Dzięcioł jasnogrzbiety (Campephilus robustus) – gatunek średniej wielkości ptaka z rodziny dzięciołowatych (Picidae), występujący w środkowej części wschodniej Ameryki Południowej. Jest gatunkiem endemicznym dla Mata Atlântica. W Czerwonej księdze gatunków zagrożonych IUCN klasyfikowany jest jako gatunek najmniejszej troski (LC, Least Concern).

## Systematyka
Pierwszego naukowego opisu gatunku – na podstawie holotypu pochodzącego z Bahia w Brazylii – dokonał niemiecki przyrodnik Martin Lichtenstein w 1818 roku, nadając mu nazwę Picus robustus (niekiedy jako data pierwszego opisu podawany jest rok 1819). Nie wyróżnia się podgatunków.

## Morfologia
Dużej wielkości dzięcioł o dłutowatym, długim, silnym, prostym dziobie koloru rogowego. Tęczówki od białych do żółtobiałych, wokół oka naga, czarna skóra. Głowa, szyja i górna część piersi jaskrawoczerwone. Pióra głowy tworzą czub. Samce mają charakterystyczną niewielką owalną plamkę uszną, od góry czarną, od dołu białą. Samice mają czarną brodę, szeroki białawożółty pasek zwężający się od podstawy dzioba do połowy policzka z wąską czarną obwódką. Górna część tułowia biaława z odcieniami od bladego płowożółtego do cynamonowego. Spód ciała jasny białawy z wyraźnymi czarnymi pręgami. Skrzydła czarniawe z ciemnobrązowym odcieniem, z rdzawymi plamami na wewnętrznych stronach lotek. Ogon dosyć długi, czarny. Nogi silne ze szponami, ciemnoszare. Osobniki młodociane są ciemniejsze, z mniej wyraźnymi pręgami na brzuchu. Długość ciała 32–37 cm, masa ciała 230–294 g.

## Zasięg występowania
Dzięcioł jasnogrzbiety występuje na terenach zalesionych, na nizinach do 1000 m n.p.m., w górach do 2200 m n.p.m. Jest gatunkiem osiadłym. Występuje na obszarze w dużym stopniu pokrywającym się z ekoregionem Mata Atlântica tj. we wschodniej Brazylii, w południowym i wschodnim Paragwaju oraz w północno-wschodniej Argentynie (prowincje Misiones i Corrientes).

## Ekologia
Jego głównym habitatem są nizinne i górskie lasy deszczowe ze starym drzewostanem, także lasy araukariowe. Żeruje na pniach dużych drzew, żywiąc się głównie chrząszczami (zarówno dorosłymi, jak i ich larwami) oraz innymi owadami. Niekiedy zjada też jagody. Żeruje na wszystkich poziomach lasu samotnie, w parach lub małych grupach rodzinnych.

### Rozmnażanie
Informacje na temat rozmnażania dzięcioła jasnogrzbietego są bardzo skąpe. Opisane są dwa przypadki wykucia dziupli lęgowych w październiku i styczniu, znajdowały się one w pniach martwych drzew na wysokości 3,5–4,5 m. W innym przypadku w dziupli wykutej w maju w lipcu stwierdzono młode.

## Status i ochrona
W Czerwonej księdze gatunków zagrożonych IUCN dzięcioł jasnogrzbiety jest klasyfikowany jako gatunek najmniejszej troski (LC, Least Concern) od 2004 roku. Liczebność populacji nie została oszacowana, ale gatunek ten opisywany jest jako rzadki. Zasięg jego występowania według szacunków organizacji BirdLife International obejmuje około 2,07 mln km². Trend populacji uznawany jest za wzrostowy ze względu na to, że rozszerzył swój zasięg w południowej Brazylii w stanie Rio Grande do Sul. BirdLife International wymienia 36 ostoi ptaków IBA, w których ten gatunek występuje – 18 w Paragwaju (m.in. Park Narodowy Caazapá, Park Narodowy San Rafael), 17 w Brazylii  (m.in. Park Narodowy Iguaçu, Park Narodowy Itatiaia, Parque Estadual do Turvo) oraz 1 w Argentynie.